# Болгаро-суданские отношения
Болгаро-суданские отношения — двусторонние дипломатические отношения между Болгарией и Суданом. Болгария и Судан установили дипломатические отношения 1 июля 1956 года. В 1967 году Болгария направила в Хартум первого болгарского посла. Деятельность болгарского посольства в Хартуме была прекращена в апреле 1990 года, а затем восстановлена в марте 2005 года. В 2006 году Генеральному консульству Судана в Софии, столице Болгарии, был присвоен статус посольства.

## История
Болгария была одной из первых стран, признавших (в 1956 году) независимость Судана, после чего были установлены отношения. Две страны сотрудничают в области промышленной и сельскохозяйственной продукции. Пилоты из Болгарии ежегодно опыляют урожай, чтобы помочь хлопковым фермам Судана. В апреле 2002 года в Хартуме были подписаны торговые соглашения между правительствами Болгарии и Судана.
По словам Абдуллахи Хамада аль-Азрега, генерального консула Судана в Болгарии, шесть тысяч студентов из Судана получили образование в болгарских вузах с 1950-х по 1990-е годы. В 2004 году в Судане проживало две тысячи болгар. В период с 1997 по 1999 год болгарский консорциум «Balkan» построил дороги в Судане, а в 2002 году были проведены переговоры об урегулировании оставшейся задолженности в размере 1,3 миллиона долларов.

## Двусторонние соглашения
Болгария и Судан подписали соглашение от 18 сентября 1967 года, предусматривающее взаимное признание учёных степеней и других академических степеней между двумя странами; соглашение от 1 марта 1969 года об упрощении визовых требований для граждан одной страны для посещения другой; соглашение от 29 декабря 1970 года об авиационном сообщении между двумя странами; и морское соглашение между Болгарией и Суданом, достигнутое 13 ноября 1970 года. В 2002 году Болгария и Судан подписали соглашение о взаимном признании режима наибольшего благоприятствования и соглашение о взаимном поощрении и защите инвестиций.

## Военная помощь
В 2000 году Судан и Болгария подписали соглашение на несколько сотен миллионов долларов об экспорте в Судан болгарского оружия и военной техники, включая мобильные пусковые установки для ракет и переносные противотанковые ракеты.
В 2002 году производитель Beta, расположенный в Червен-Бряге, начал экспорт 122-мм самоходных пушек в Судан и продолжил это делать после того, как Организация Объединённых Наций ввела эмбарго на военную торговлю стран-членов в Судан. Несмотря на это, экспорт пушек Beta продолжался, причём пушки были заявлены как «запасные части для строительных машин». Beta удалось экспортировать товаров на полмиллиарда долларов США, пока в 2003 году не были выявлены нарушения.